# Bledius nanus
Bledius nanus är en skalbaggsart som beskrevs av Wilhelm Ferdinand Erichson 1840. Bledius nanus ingår i släktet Bledius, och familjen kortvingar. Enligt den svenska rödlistan är arten nära hotad i Sverige. Arten förekommer i Götaland. Artens livsmiljö är havsstränder, våtmarker, stadsmiljö.